# De Wallen (Holland)
De Wallen, også kendt som Walletjes er det største og mest kendte red-light district i Amsterdam.
Området er en turistattraktion og består af en labyrint af små gader, hvor der ligger flere hundrede små lejligheder, som er udlejet til kvindelige prostituerede, der tilbyder deres tjenester. De Wallen rummer desuden mange pornobutikker, stripklubber, et sexmusum, et cannabismuseum og flere coffeeshops, der sælger cannabis.
De prostituerede sidder 'udstillet' bag vinduer eller glasdøre i lejlighederne for at tiltrække kunder og eventuelle forretninger finder sted i bagvedliggende lokaler.
Lejlighederne er ofte illumineret med rødt lys.

## Ekstern henvisning
- Amsterdam turist-guide Arkiveret 22. oktober 2007 hos  Wayback Machine

52°22′24″N 4°53′53″Ø / 52.373416666667°N 4.8980555555556°Ø